# 東京麦酒
東京麦酒株式会社（とうきょうびーる）は、かつて存在した日本のビールメーカーである。
上面発酵の「桜田ビール」を発売、後に下面発酵に転換して「東京ビール」を発売するが、業界の寡占化が進展して大日本麦酒に買収される。

## 歴史
- 1877年（明治12年） - 金沢三右ェ門が醗酵社を設立。
- 1879年 - 「桜田ビール」発売。
- 1890年 - 桜田麦酒会社へ社名変更。
- 1896年 - 東京麦酒株式会社へ社名変更。
- 1897年 - 神奈川県橘樹郡保土ケ谷町（現：横浜市保土ケ谷区）へ移転。
- 1898年 - 「桜田ビール」から「東京ビール」へと改め、ニワトリマークを採用する。
- 1900年 - コルク栓に替えて日本で初めて王冠栓を使用。
- 1906年 - 東京麦酒新株式会社へ社名変更。
- 1907年 - 大日本麦酒に買収される。保土ケ谷の工場は製ビン工場へと転換される。
- 1920年 - 同じく製ビンを手掛ける日本硝子工業（1916年設立）を合併。
- 1936年 - 大日本麦酒から分離独立して日本硝子の工場となる。

## 工場跡地
1980年に跡地を取得した野村不動産によって横浜ビジネスパークが建設され、1990年に完成した。
近くの坂は「ビール坂」と呼ばれており、往時を偲ばせている。

## 備考
- ニワトリの商標は、その後大日本麦酒がプレミアムビール「シーズンビール」を販売する際に採用（復刻）された。ただし、東京ビールは赤い鶏頭であったのに対し、シーズンビールは白色レグホンの全体像といった違いがあった。この商標はその後同社の分割により、サッポロビールが承継している。
- 大日本麦酒に合併後、製ビン工場になるまでの数年間は清涼飲料（リボンシトロン等）を製造していた。
- 大日本麦酒から分離後、日本硝子も新日本硝子工業（サッポロビール系）と新日本硝子（のちのアサヒビールパックス、現在は石塚硝子に合併）に分割され、保土ケ谷の工場は前者に帰属。同社はのちに日本硝子に商号を変更し、1982年に一度倒産するも再建を果たし、横浜撤退後の1999年に山村硝子と合併して日本山村硝子になっている。